# Lista de tornados no Paraguai
Este artigo documenta tornados, que ocorreram no Paraguai a partir do ano de 1900 (por Departamento). Em épocas antigas, os registros desses eventos convectivos são subestimados devido a escassez de dados.

## Alto Paraná
| Data       | Departamento | Área       | (E)F# | Óbitos | Feridos | Comentários                                                                           | Notas/Referências |
| ---------- | ------------ | ---------- | ----- | ------ | ------- | ------------------------------------------------------------------------------------- | ----------------- |
| 2014       |              |            |       |        |         |                                                                                       |                   |
| 11/04/2014 | Alto Paraná  | Santa Rita | F1    | 0      | 0       | - Destelhamento de residências, queda de árvores e postes e destruição de plantações. | [ 4 ]             |
|            |              |            |       |        |         |                                                                                       |                   |

## Caaguazú
| Data       | Departamento | Área                     | (E)F# | Óbitos | Feridos | Comentários                              | Notas/Referências |
| ---------- | ------------ | ------------------------ | ----- | ------ | ------- | ---------------------------------------- | ----------------- |
| 2022       |              |                          |       |        |         |                                          |                   |
| 17/08/2022 | Caaguazú     | San Joaquín (Olla Rugua) | EF1   | 0      | 5       | - Algumas casas de alvenaria colapsaram. | [ 5 ]             |
|            |              |                          |       |        |         |                                          |                   |

## Caazapá
| Data       | Departamento | Área                                                   | (E)F# | Óbitos | Feridos | Comentários | Notas/Referências |
| ---------- | ------------ | ------------------------------------------------------ | ----- | ------ | ------- | --- | ----------------- |
| 2017       |              |                                                        |       |        |         | |                   |
| 25/04/2017 | Caazapá      | 3 de Mayo (Colonia Neufeuld, Lima, Loma Hovy, Cerrito) | F3    | ?      | ?       | - Tornado largo (wedge) e de longa duração. - 80% das casas de alvenaria foram destruídas na localidade de Colonia Neufeuld, com praticamente quase todas sendo completamente destruídas. - Danos intensos em veículos, alguns mutilados. - Uma escola, várias plantações e uma estação policial foram destruídas na localidade de Cerrito. - 70% das casas de alvenaria foram destruídas na localidade de Loma Hovy, com várias sendo completamente destruídas. - Intensa trilha com "ground scouring", que pode ser vista em imagens de satélite LANDSAT. | [ 6 ]             |
|            |              |                                                        |       |        |         | |                   |

## Concepción
| Data       | Departamento | Área     | (E)F# | Óbitos | Feridos | Comentários                            | Notas/Referências |
| ---------- | ------------ | -------- | ----- | ------ | ------- | -------------------------------------- | ----------------- |
| 2015       |              |          |       |        |         |                                        |                   |
| 04/04/2015 | Concepción   | Horqueta | F2    | 2      | ?       | - Muitas casas de alvenaria desabaram. | [ 7 ]             |
|            |              |          |       |        |         |                                        |                   |

## Cordillera
| Data       | Departamento | Área                 | (E)F# | Óbitos | Feridos | Comentários                                                                                  | Notas/Referências |
| ---------- | ------------ | -------------------- | ----- | ------ | ------- | -------------------------------------------------------------------------------------------- | ----------------- |
| 2023       |              |                      |       |        |         |                                                                                              |                   |
| 28/10/2023 | Cordillera   | Mbocayaty del Yhaguy | EF2   | 0      | 0       | - Tornado largo do tipo wedge; Muitas casas de tijolos e alvenaria completamente destruídas. | [ 8 ]             |
|            |              |                      |       |        |         |                                                                                              |                   |

## Departamento Central
| Data       | Departamento         | Área                 | (E)F# | Óbitos | Feridos | Comentários                          | Notas/Referências |
| ---------- | -------------------- | -------------------- | ----- | ------ | ------- | ------------------------------------ | ----------------- |
| 2012       |                      |                      |       |        |         |                                      |                   |
| 18/09/2012 | Departamento Central | Mariano Roque Alonso | F1    | 5      | ?       | - Desabamento de muitas residências. | [ 9 ]             |
|            |                      |                      |       |        |         |                                      |                   |

## Itapúa
| Data       | Departamento | Área        | (E)F# | Óbitos | Feridos | Comentários | Notas/Referências |
| ---------- | ------------ | ----------- | ----- | ------ | ------- | --- | ----------------- |
| 1926       |              |             |       |        |         | |                   |
| 20/09/1926 | Itapúa       | Encarnación | F4+   | ~600   | 0       | - Quase toda a cidade se viu devastada por esse tornado F4 ou F5. Uma classificação em F5 é extremamente plausível para este tornado. | [ 10 ]            |
| 1965       |              |             |       |        |         | |                   |
| 25/10/1965 | Itapúa       | Encarnación | FU    | ?      | ?       | - Aproximadamente 100 casas destruídas.                                                                                               | [ 11 ]            |
|            |              |             |       |        |         | |                   |

## Ñeembucu
| Data       | Departamento | Área  | (E)F# | Óbitos | Feridos | Comentários                                                                              | Notas/Referências |
| ---------- | ------------ | ----- | ----- | ------ | ------- | ---------------------------------------------------------------------------------------- | ----------------- |
| 1965       |              |       |       |        |         |                                                                                          |                   |
| 25/10/1965 | Ñeembucu     | Pilar | F4    | 2      | ≥20     | - Comunidade devastada; Mais de 70 casas foram destruídas e muitos edifícios colapsaram. | [ 10 ]            |
|            |              |       |       |        |         |                                                                                          |                   |

## San Pedro
| Data       | Departamento | Área           | (E)F# | Óbitos | Feridos | Comentários                                              | Notas/Referências |
| ---------- | ------------ | -------------- | ----- | ------ | ------- | -------------------------------------------------------- | ----------------- |
| 2023       |              |                |       |        |         |                                                          |                   |
| 02/11/2023 | San Pedro    | San Estanislao | EF2   | 1      | >5      | - Mais de 20 casas demolidas e completamente destruídas. | [ 12 ]            |
|            |              |                |       |        |         |                                                          |                   |